# 博尔加雷
博尔加雷（義大利語：Bolgare），是意大利贝加莫省的一个市镇。总面积8.4平方公里，人口5538人，人口密度659.3人/平方公里（2009年）。国家统计（ISTAT）代码为016028。